# Lista de ganhadores do Prêmio Angelo Agostini
Lista de ganhadores do Prêmio Angelo Agostini separados por categoria e ano. O ano refere-se ao da entrega do Prêmio, que é realizado tradicionalmente no dia 30 de janeiro (dia do quadrinho nacional), embora algumas vezes tenha ocorrido mudança na data por motivos variados. Os premiados são referentes à produção do ano anterior.

## Categorias atuais
- Mestre do Quadrinho Nacional
- Desenhista
- Roteirista
- Lançamento
- Troféu Jayme Cortez
- Fanzine
- Cartunista, chargista ou caricaturista
- Lançamento independente
- Web quadrinho

### Colorista
| Ano  | Vencedores                          | Outros indicados | Notas                  |
| ---- | ----------------------------------- | --- | ---------------------- |
| 2019 | Cris Peter Astronauta: Entropia     | - Fabi Marques (Jimmy Boy) - Marcel Bartholo (O Santo Sangue) - Marcelo Maiolo (Cable e outras ilustrações) - Mariane Gusmão (Desafiadores do Destino) - Melissa Garabeli (Saudade) - Natalia Marques (Adagio) - Omar Viñole (Meninos e Dragões) - Raphael Salimena (Vagabundos no Espaço) - Thais Linhares (Princesas em Greve e outros)                                                                    | [ 1 ] [ 2 ]            |
| 2020 | Mary Cagnin Bittersweet             | - Amaury Filho (Nas Profundezas da Loucura) - Danilo Freitas (Monstruário) - Fabi Marques (Eu sou Lume) - Marcel Bartholo (Necromante) - Marcelo Costa (Fuji e Mikito) - Omar Viñole (Orixás: Ikú) - Rafael Torres (Simultâneo) - Renato Dalmasi (O Elísio: Uma Jornada ao Inferno) | [ 3 ] [ 4 ] [ nota 1 ] |
| 2021 | Fabi Marques Apagão: Fruto Proibido | - Carlos Hollanda (Psicopompo) - Camilo Solano (Cascão: Temporal) - Douglas Lopes (Existe Outro Caminho: A Primeira Geração do Rap Nacional) - José Aguiar (CWB) - Malika Dahil (Fronteira) - Omar Viñole (META: Departamento de Crimes Metalinguísticos) - Paulo Crumbim (Penadinho: Lar) - Priscilla Tramontano (Funny Creek) - Vitor Flynn (Aquarela)                                                     | [ 6 ] [ 7 ] [ nota 1 ] |
| 2022 | Orlandeli Chico Bento: Verdade      | - Fabi Marques (Anne de Green Gables em Quadrinhos) - Fabiana Signorini (Z: A Marca da Liberdade) - Fernando Ventura (Aventuras Disney; Zé Carioca: Viagens Fantásticas) - Flavio Soares (O Crime de Lorde Arthur Savile) - Marcelo Costa (Almanaque Guará) - Mariane Gusmão (Gioconda) - Talessak (Amarelo Seletivo) - Thais Leal (Cansei de Ser Monstro) - Yoshi Itice (Eventos Semiapocalípticos: Rafael) | [ 8 ] [ 9 ]            |
| 2023 | Mariane Gusmão O Menino Rei         | - Camilo Solano (Beliscão) - Cris Peter (Astronauta: Convergência) - Fabi Marques (Super-Zé) - Jefferson Costa (Amantikir) - Lelis (Em Fuga!) - Marcel Bartholo (João Verdura e o Diabo) - Mario César (Camisa Emprestada) - Omar Viñole (META: A Jornada do Leitor) - TAI (Causos de Visagens para Crianças Maluvidas)                                                                                      | [ 10 ]                 |

### Lançamento infantil
| Ano  | Vencedores                                                            | Outros indicados | Notas                  |
| ---- | --------------------------------------------------------------------- | --- | ---------------------- |
| 2020 | Como Fazer Amigos e Enfrentar Fantasmas Gustavo Borges e Eric Peleias | - A Casa da Lua Cheia (Natália Vulpes) - A Menina e o Guardião (Bárbara Machado) - A Princesa Astronauta Fantasma (Ricardo J. Souza) - A Última Dança (Wesley Samp) - Bravo (Guilherme Lipari e Ligia Adisaka) - Tuhú e o Andarilho do Tempo (André Vazzios) - Filhote de Mandrião (Rafael Marçal) - Mônica: Tesouros (Bianca Pinheiro) - Turma do Gabi (Moacir Torres) | [ 3 ] [ 4 ] [ nota 1 ] |
| 2021 | Jeremias: Alma Rafael Calça e Jefferson Costa (Panini)                | - Boa Sorte (Helena Cunha / independente) - Cascão: Temporal (Camilo Solano / Panini) - Emília: 100 Anos (Carol Pimentel, org. / Skript) - Fronteira (José Luiz, Eunuquis Aguiar e Malika Dahil / Dois Traços) - Inimigo Invisível (Coletivo O Corre / independente) - Penadinho: Lar (Paulo Crumbim e Cristina Eiko / Panini) - Ritos de Passagem: Quando Éramos Irmãos (Lucas Marques / AVEC) - Sublime (Marcio R. Garcia / Inverso) - Três É Demais (João Marcos / Abacatte) | [ 6 ] [ 7 ] [ nota 1 ] |
| 2022 | Chico Bento: Verdade Orlandeli (Panini)                               | - Cansei de Ser Monstro (Guilherme de Sousa e Thais Leal / independente) - Como Fazer Amigos e Enfrentar Alienígenas (Eric Peleias e Gustavo Borges / independente) - Crisálida (Vinicius Velo / Universo Guará) - Escola de Passarinhos: o novo anormal (João Marcos Mendonça / Gulliver) - O Voo da Lola (Laerte Coutinho / Cachalote) - Tê Rex: Zapzombie (Marcel Ibaldo e Marcelli Ibaldo / AVEC) - Uma Nuvem no Seu Oliveira (Phellip Willian e Eduardo Ribas / independente) - Zé Carioca: Viagens Fantásticas nº 1 (Eli Leon, Fernando Ventura, Gérson Luiz Borlotti Teixeira, Irineu Soares Rodrigues, Lederly Mendonça, Luiz Podavin, Moacir Rodrigues Soares, Paulo Maffia e Toni Caputo / Culturama) - Zeca e o Mistério dos Irmãos Lumière (Gabriel Manetti e Gabriel Sozzi / Geektopia) | [ 8 ] [ 9 ]            |
| 2023 | Afeto Natália Sierpinski e Vivi Melancia (editora Outside.co)         | - Amantikir (Lillo Parra e Jefferson Costa / Trem Fantasma) - Causos de Visagens para Crianças Maluvidas (TAI e NIL / independente) - Ciça, a Menina Saci (Lucas Marques e Bruno Prosaiko / AVEC) - Como Fazer Amigos e Enfrentar Feiticeiros (Eric Peleias e Gustavo Borges / independente) - Denise: Arraso (Cora Ottoni / Panini Comics) - Dias de Lontra (Gui Lipari e Li Adisaka / Balão) - Djou: De Outro Mundo (Flávia Lins e Renata Richard / Universo Guará) - Maramunhã: Uma Lenda Manaus (Evaldo Vasconcelos, Rayanne Cardoso, Malu Meneses e Izabelle Regina / independente) - Mingau: Apego (Ana Cardoso / Panini Comics) | [ 10 ]                 |

## Categorias especiais
Em 2003 e 2004, foram adicionadas quatro categorias especiais (melhor arte-finalista, melhor arte técnica (colorista e letrista), melhor cartunista e melhor editor), das quais apenas a de melhor cartunista se tornou recorrente. Em 2005, foi entregue o Prêmio Especial Hermes Tadeu de melhor colorista, criado em homenagem ao colorista Hermes Tadeu, que fora assassinado em 21 de dezembro de 2003 após sofrer uma tentativa de assalto (em 2019, essa área passou a ter uma categoria regular sem relação direta com esse prêmio especial, sendo chamada simplesmente de "melhor colorista").

### Arte-finalista
| Ano  | Vencedores    | Notas  |
| ---- | ------------- | ------ |
| 2003 | Emir Ribeiro  | [ 18 ] |
| 2003 | Erica Awano   | [ 18 ] |
| 2003 | Marcelo Borba | [ 18 ] |
| 2003 | Omar Viñole   | [ 18 ] |
| 2003 | Sílvio Spotti | [ 18 ] |
| 2004 | Mozart Couto  | [ 19 ] |
| 2004 | Renato Guedes | [ 19 ] |

### Arte técnica
| Ano  | Vencedores       | Notas  |
| ---- | ---------------- | ------ |
| 2003 | Alexandre Jubran | [ 18 ] |
| 2003 | Alexandre Silva  | [ 18 ] |
| 2003 | André Hernandez  | [ 18 ] |
| 2003 | André Vazzios    | [ 18 ] |
| 2003 | Lilian Mitsunaga | [ 18 ] |
| 2004 | Alexandre Jubran | [ 19 ] |
| 2004 | André Vazzios    | [ 19 ] |

### Editor
| Ano  | Vencedores       | Notas  |
| ---- | ---------------- | ------ |
| 2003 | André Diniz      | [ 18 ] |
| 2003 | Carlos Mann      | [ 18 ] |
| 2003 | Edgard Guimarães | [ 18 ] |
| 2003 | Franco de Rosa   | [ 18 ] |
| 2003 | Roberto Guedes   | [ 18 ] |
| 2004 | Franco de Rosa   | [ 19 ] |
| 2004 | Roberto Guedes   | [ 19 ] |

### Prêmio Especial Hermes Tadeu
| Ano  | Vencedores  | Notas  |
| ---- | ----------- | ------ |
| 2005 | Diogo Saito | [ 20 ] |

## Medalha de incentivo
Em 2003, a comissão organizadora do Prêmio Angelo Agostini concedeu uma medalha de incentivo a personalidades e instituições ligadas aos quadrinhos, distribuindo-as em seis "categorias" (relacionadas abaixo). A entrega das medalhas ocorreu junto com a cerimônia de premiação do mesmo ano.
| Categoria             | Homenageados                 |
| --------------------- | ---------------------------- |
| Amigos da HQ nacional | Cida Cândido                 |
| Amigos da HQ nacional | Giovanni Voltolini           |
| Amigos da HQ nacional | Gonçalo Junior               |
| Amigos da HQ nacional | João Gualberto Costa         |
| Amigos da HQ nacional | Sidney Gusman                |
| Editoras clássicas    | D-Arte                       |
| Editoras clássicas    | EBAL                         |
| Editoras clássicas    | GEP                          |
| Editoras clássicas    | Grafipar                     |
| Editoras clássicas    | Vecchi                       |
| Editoras atuais       | Devir                        |
| Editoras atuais       | Escala                       |
| Editoras atuais       | O Pasquim                    |
| Editoras atuais       | Via Lettera                  |
| Editoras atuais       | Virgo                        |
| Entidades             | Gibiteca de Curitiba         |
| Entidades             | Gibiteca Henfil              |
| Entidades             | Núcleo de Quadrinhos da FAU  |
| Entidades             | Salão de Humor de Piracicaba |
| Escolas               | ABRA                         |
| Escolas               | ESA                          |
| Escolas               | Graphis                      |
| Escolas               | Impacto Quadrinhos           |
| Escolas               | Quanta Academia de Artes     |
| Lojistas              | Banca Flávio                 |
| Lojistas              | Comix Book Shop              |
| Lojistas              | Itiban Comic Shop            |
| Lojistas              | Point HQ                     |
| Lojistas              | Revistas & Cia               |

## Ganhadores por ano
O ano refere-se ao da entrega do Prêmio. Os premiados são referentes à produção do ano anterior.
- 1º Prêmio Angelo Agostini (1985)
- 2º Prêmio Angelo Agostini (1986)
- 3º Prêmio Angelo Agostini (1987)
- 4º Prêmio Angelo Agostini (1988)
- 5º Prêmio Angelo Agostini (1989)
- 6º Prêmio Angelo Agostini (1990)
- 7º Prêmio Angelo Agostini (1991)
- 8º Prêmio Angelo Agostini (1992)
- 9º Prêmio Angelo Agostini (1993)
- 10º Prêmio Angelo Agostini (1994)
- 11º Prêmio Angelo Agostini (1995)
- 12º Prêmio Angelo Agostini (1996)
- 13º Prêmio Angelo Agostini (1997)
- 14º Prêmio Angelo Agostini (1998)
- 15º Prêmio Angelo Agostini (1999)
- 16º Prêmio Angelo Agostini (2000)
- 17º Prêmio Angelo Agostini (2001)
- 18º Prêmio Angelo Agostini (2002)
- 19º Prêmio Angelo Agostini (2003)
- 20º Prêmio Angelo Agostini (2004)
- 21º Prêmio Angelo Agostini (2005)
- 22º Prêmio Angelo Agostini (2006)
- 23º Prêmio Angelo Agostini (2007)
- 24º Prêmio Angelo Agostini (2008)
- 25º Prêmio Angelo Agostini (2009)
- 26º Prêmio Angelo Agostini (2010)
- 27º Prêmio Angelo Agostini (2011)
- 28º Prêmio Angelo Agostini (2012)
- 29º Prêmio Angelo Agostini (2013)
- 30º Prêmio Angelo Agostini (2014)
- 31º Prêmio Angelo Agostini (2015)
- 32º Prêmio Angelo Agostini (2016)
- 33º Prêmio Angelo Agostini (2017)
- 34º Prêmio Angelo Agostini (2018)
- 35º Prêmio Angelo Agostini (2019)
- 36º Prêmio Angelo Agostini (2020)[nota 1]
- 37º Prêmio Angelo Agostini (2021)[nota 1]
- 38º Prêmio Angelo Agostini (2022)
- 39º Prêmio Angelo Agostini (2023)
- 40º Prêmio Angelo Agostini (2024)